# Referendum in Islanda del 1944
Il 24 maggio 1944 si tenne in Islanda un referendum riguardo al nuovo assetto da dare allo stato. La consultazione avvenne su due argomenti separati:
1. l'abolizione dell'Unione con la Danimarca
2. l'adozione di una nuova costituzione repubblicana.

L'affluenza alle urne fu del 98,6%.

## Risultati

### Abolizione dell'Atto di Unione
| Opzione                     | Voti   | %      |
| --------------------------- | ------ | ------ |
| A favore                    | 71.122 | 97,35% |
| Contro                      | 377    | 0,52%  |
| Schede bianche o non valide | 1.559  | 2,13%  |
| Totale                      | 73.058 | 100%   |

### Nuova costituzione repubblicana
| Opzione                     | Voti   | %      |
| --------------------------- | ------ | ------ |
| A favore                    | 69.435 | 95,04% |
| Contro                      | 1.051  | 1,44%  |
| Schede bianche o non valide | 2.572  | 3,52%  |
| Totale                      | 73.058 | 100%   |

## Conseguenze
L'unione con la Danimarca fu sciolta il 17 giugno 1944. Poiché la Danimarca era ancora occupata dalla Germania nazista, molti danesi si sentirono offesi dal fatto che il passo fosse stato compiuto in quel momento. Tuttavia, il re Cristiano X di Danimarca ha inviato un messaggio di congratulazioni agli islandesi.
La celebrazione repubblicana si tenne a Þingvellir il 17 giugno 1944. Alle 13:30, il primo ministro Björn Þórðarson diede inizio alle celebrazioni, dopodiché si tenne una cerimonia religiosa. La bandiera islandese è stata issata e i membri del parlamento si sono alzati dai loro posti mentre suonavano le campane della chiesa. Tutti dichiararono unilateralmente che d'ora in poi l'Islanda sarebbe stata una repubblica. I membri del parlamento hanno quindi scelto Sveinn Björnsson come primo presidente. Sveinn era stato reggente d'Islanda e segnaposto del re durante gli anni della guerra. Era l'unico presidente non eletto direttamente dal popolo islandese.